# Champagne (band)
Champagne, niet te verwarren met de Amerikaanse band Champaign, was een Nederlandse popgroep opgericht op 15 oktober 1976.
Op een tekst en muziek van producer Martin Duiser en Outsider-zanger Wally Tax (door de Champagne-leden Wally Tekst genoemd) werd Rock and Roll Star opgenomen die in de Top 40 en de Nationale Hitparade nummer 2 bereikte. Het nummer werd ook internationaal een flinke hit (o.a. nummer 1 in België en nummer 12 in Duitsland).  In februari 1977 werd de tweede single "Oh me oh my goodbye" opgenomen en in dat najaar "Valentino". Alle drie de platen kwamen in de Top 10 terecht. In hetzelfde jaar werd de band bekroond met de Conamus Exportprijs.
Champagne ontstond uit een aantal toevalligheden. Trudy Schell en Bert van der Wiel kenden elkaar al vanuit de schoolbanken, kwamen elkaar tegen in het Rotterdamse muziekwereldje en besloten een duo te vormen. Op ongeveer hetzelfde moment besloten Jan Vredenburg en Paulette Bronkhorst een punt te zetten achter hun werkzaamheden als drummer en zangeres van het orkest waarmee ze iedere dag optraden en hun geluk op een andere manier te beproeven. Zij werden bij elkaar gebracht door producer Martin Duiser. 
Gekleed in Gatsby-kleding en met een professionele bühne-act wist Champagne een breed publiek te boeien. Op 1 april 1981 hield de groep op te bestaan.
Paulette Bronkhorst heeft nog met zangeres Leida Sabee 2 singles uitgebracht onder de naam Chica en Jan Vredenburg heeft in 1981 een single gemaakt met de groep Shampoo.
In 1982 besloot Jan Vredenburg Champagne opnieuw leven in te blazen. Dit keer als trio met Rosina Brochard (Lauwaars) bekend van haar deelname aan het Eurovisiesongfestival met de groep Harmony en Jean Cariot tekenden zij opnieuw voor twee singles: Woman I know en A little Bit of Soap . beide nummers haalden de onderste regionen van de hitparades.
Op 29 juni 2009 is Bert van der Wiel (de besnorde zanger met bril) na een kort ziekbed op 64-jarige leeftijd overleden.
Paulette Bronkhorst en Trudy Schell hebben zich beiden inmiddels geheel uit de muziekscene teruggetrokken.
Jan Vredenburg toert de laatste jaren met zijn band Ouwe Liefde Roest Niet in het muziektheaterprogramma "De Bonte Dinsdagavond Trein" langs de Nederlandse theaters, is freelance hoofdredacteur van diverse magazines, en schrijft reisartikelen.

## Singles
- 1976 Rock And Roll Star (Top 40: #2/12 weken, NHP: #2/10 weken) (Alarmschijf)
- 1977 Oh Me, Oh My, Goodbye (Top 40: #3/9 weken, NHP: #2/8 weken) (Alarmschijf)
- 1977 Valentino (Top 40: #5/8 weken, NHP: #5/8 weken)
- 1978 Light Up My Eyes (Top 40: #11/6 weken, NHP: #16/5 weken)  (Alarmschijf)
- 1979 That's Life (Top 40: #23/4 weken, NHP: #23/6 weken)
- 1979 Black Jack (Top 40: #21/5 weken, NHP: #34/5 weken)
- 1979 Rollerball (Top 40: #23/5 weken, NHP: #28/8 weken)
- 1980 Sjooh Sjooh Sugar (Top 40: #33/3 weken, NHP: #31/6 weken)
- 1980 Captain (NHP: #37/3 weken)
- 1982 Woman I Know (Tipparade)
- 1983 A Little Bit Of Soap

## Albums
- 1977 Champagne
- 1979 Rollerball
- 2007 The Best Of